# Liste des députés européens d'Allemagne de la 6e législature

Cet article présente l'ensemble des députés européens ayant siégé pour l'Allemagne lors de la mandature 2004-2009.

## Les 99 députés européens élus en 2004
| Nom                                    | Liste                              | Groupe parlementaire européen |
| -------------------------------------- | ---------------------------------- | ----------------------------- |
| Alexander Alvaro                       | Parti libéral-démocrate            | ADLE                          |
| Angelika Beer                          | Alliance 90 / Les Verts            | Verts/ALE                     |
| Rolf Berend                            | Union chrétienne-démocrate         | PPE-DE                        |
| Reimer Böge                            | Union chrétienne-démocrate         | PPE-DE                        |
| Hiltrud Breyer                         | Alliance 90 / Les Verts            | Verts/ALE                     |
| André Brie                             | Parti du socialisme démocratique   | GUE/NLG                       |
| Elmar Brok                             | Union chrétienne-démocrate         | PPE-DE                        |
| Udo Bullmann                           | Parti social-démocrate d'Allemagne | PSE                           |
| Daniel Caspary                         | Union chrétienne-démocrate         | PPE-DE                        |
| Jorgo Chatzimarkakis                   | Parti libéral-démocrate            | ADLE                          |
| Daniel Cohn-Bendit                     | Alliance 90 / Les Verts            | Verts/ALE                     |
| Michael Cramer                         | Alliance 90 / Les Verts            | Verts/ALE                     |
| Albert Dess                            | Union chrétienne-sociale           | PPE-DE                        |
| Garrelt Duin                           | Parti social-démocrate d'Allemagne | PSE                           |
| Christian Ehler                        | Union chrétienne-démocrate         | PPE-DE                        |
| Markus Ferber                          | Union chrétienne-sociale           | PPE-DE                        |
| Karl-Heinz Florenz                     | Union chrétienne-démocrate         | PPE-DE                        |
| Ingo Friedrich                         | Union chrétienne-sociale           | PPE-DE                        |
| Michael Gahler                         | Union chrétienne-démocrate         | PPE-DE                        |
| Evelyne Gebhardt                       | Parti social-démocrate d'Allemagne | PSE                           |
| Norbert Glante                         | Parti social-démocrate d'Allemagne | PSE                           |
| Lutz Goepel                            | Union chrétienne-démocrate         | PPE-DE                        |
| Alfred Gomolka                         | Union chrétienne-démocrate         | PPE-DE                        |
| Friedrich-Wilhelm Graefe zu Baringdorf | Alliance 90 / Les Verts            | Verts/ALE                     |
| Ingeborg Grässle                       | Union chrétienne-démocrate         | PPE-DE                        |
| Lissy Gröner                           | Parti social-démocrate d'Allemagne | PSE                           |
| Klaus Hänsch                           | Parti social-démocrate d'Allemagne | PSE                           |
| Rebecca Harms                          | Alliance 90 / Les Verts            | Verts/ALE                     |
| Jutta Haug                             | Parti social-démocrate d'Allemagne | PSE                           |
| Ruth Hieronymi                         | Union chrétienne-démocrate         | PPE-DE                        |
| Karsten Friedrich Hoppenstedt          | Union chrétienne-démocrate         | PPE-DE                        |
| Milan Horáček                          | Alliance 90 / Les Verts            | Verts/ALE                     |
| Georg Jarzembowski                     | Union chrétienne-démocrate         | PPE-DE                        |
| Elisabeth Jeggle                       | Union chrétienne-démocrate         | PPE-DE                        |
| Karin Jöns                             | Parti social-démocrate d'Allemagne | PSE                           |
| Gisela Kallenbach                      | Alliance 90 / Les Verts            | Verts/ALE                     |
| Sylvia-Yvonne Kaufmann                 | Parti du socialisme démocratique   | GUE/NLG                       |
| Heinz Kindermann                       | Parti social-démocrate d'Allemagne | PSE                           |
| Ewa Klamt                              | Union chrétienne-démocrate         | PPE-DE                        |
| Christa Klaß                           | Union chrétienne-démocrate         | PPE-DE                        |
| Wolf Klinz                             | Parti libéral-démocrate            | ADLE                          |
| Dieter-Lebrecht Koch                   | Union chrétienne-démocrate         | PPE-DE                        |
| Silvana Koch-Mehrin                    | Parti libéral-démocrate            | ADLE                          |
| Christoph Konrad                       | Union chrétienne-démocrate         | PPE-DE                        |
| Holger Krahmer                         | Parti libéral-démocrate            | ADLE                          |
| Konstanze Krehl                        | Parti social-démocrate d'Allemagne | PSE                           |
| Wolfgang Kreissl-Doerfler              | Parti social-démocrate d'Allemagne | PSE                           |
| Helmut Kuhne                           | Parti social-démocrate d'Allemagne | PSE                           |
| Alexander Graf Lambsdorff              | Parti libéral-démocrate            | ADLE                          |
| Werner Langen                          | Union chrétienne-démocrate         | PPE-DE                        |
| Armin Laschet                          | Union chrétienne-démocrate         | PPE-DE                        |
| Kurt Joachim Lauk                      | Union chrétienne-démocrate         | PPE-DE                        |
| Kurt Lechner                           | Union chrétienne-démocrate         | PPE-DE                        |
| Klaus-Heiner Lehne                     | Union chrétienne-démocrate         | PPE-DE                        |
| Jo Leinen                              | Parti social-démocrate d'Allemagne | PSE                           |
| Peter Liese                            | Union chrétienne-démocrate         | PPE-DE                        |
| Erika Mann                             | Parti social-démocrate d'Allemagne | PSE                           |
| Thomas Mann                            | Union chrétienne-démocrate         | PPE-DE                        |
| Helmuth Markov                         | Parti du socialisme démocratique   | GUE/NLG                       |
| Hans-Peter Mayer                       | Union chrétienne-démocrate         | PPE-DE                        |
| Hartmut Nassauer                       | Union chrétienne-démocrate         | PPE-DE                        |
| Angelika Niebler                       | Union chrétienne-sociale           | PPE-DE                        |
| Vural Öger                             | Parti social-démocrate d'Allemagne | PSE                           |
| Cem Özdemir                            | Alliance 90 / Les Verts            | Verts/ALE                     |
| Doris Pack                             | Union chrétienne-démocrate         | PPE-DE                        |
| Tobias Pflüger                         | Parti du socialisme démocratique   | GUE/NLG                       |
| Willi Piecyk                           | Parti social-démocrate d'Allemagne | PSE                           |
| Markus Pieper                          | Union chrétienne-démocrate         | PPE-DE                        |
| Hans-Gert Pöttering                    | Union chrétienne-démocrate         | PPE-DE                        |
| Bernd Posselt                          | Union chrétienne-sociale           | PPE-DE                        |
| Godelieve Quisthoudt-Rowohl            | Union chrétienne-démocrate         | PPE-DE                        |
| Alexander Radwan                       | Union chrétienne-sociale           | PPE-DE                        |
| Bernhard Rapkay                        | Parti social-démocrate d'Allemagne | PSE                           |
| Herbert Reul                           | Union chrétienne-démocrate         | PPE-DE                        |
| Dagmar Roth-Behrendt                   | Parti social-démocrate d'Allemagne | PSE                           |
| Mechtild Rothe                         | Parti social-démocrate d'Allemagne | PSE                           |
| Heide Rühle                            | Alliance 90 / Les Verts            | Verts/ALE                     |
| Frithjof Schmidt                       | Alliance 90 / Les Verts            | Verts/ALE                     |
| Ingo Schmitt                           | Union chrétienne-démocrate         | PPE-DE                        |
| Horst Schnellhardt                     | Union chrétienne-démocrate         | PPE-DE                        |
| Jürgen Schröder                        | Union chrétienne-démocrate         | PPE-DE                        |
| Elisabeth Schroedter                   | Alliance 90 / Les Verts            | Verts/ALE                     |
| Martin Schulz                          | Parti social-démocrate d'Allemagne | PSE                           |
| Willem Schuth                          | Parti libéral-démocrate            | ADLE                          |
| Andreas Schwab                         | Union chrétienne-démocrate         | PPE-DE                        |
| Renate Sommer                          | Union chrétienne-démocrate         | PPE-DE                        |
| Ulrich Stockmann                       | Parti social-démocrate d'Allemagne | PSE                           |
| Helga Trüpel                           | Alliance 90 / Les Verts            | Verts/ALE                     |
| Feleknas Uca                           | Parti du socialisme démocratique   | GUE/NLG                       |
| Thomas Ulmer                           | Union chrétienne-démocrate         | PPE-DE                        |
| Karl von Wogau                         | Union chrétienne-démocrate         | PPE-DE                        |
| Sahra Wagenknecht                      | Parti du socialisme démocratique   | GUE/NLG                       |
| Ralf Walter                            | Parti social-démocrate d'Allemagne | PSE                           |
| Manfred Weber                          | Union chrétienne-sociale           | PPE-DE                        |
| Barbara Weiler                         | Parti social-démocrate d'Allemagne | PSE                           |
| Anja Weisgerber                        | Union chrétienne-sociale           | PPE-DE                        |
| Rainer Wieland                         | Union chrétienne-démocrate         | PPE-DE                        |
| Joachim Wuermeling                     | Union chrétienne-sociale           | PPE-DE                        |
| Gabriele Zimmer                        | Parti du socialisme démocratique   | GUE/NLG                       |

## Entrants/Sortants
| Entrant           | Parti | Groupe | En remplacement de | Date            | Motif                                             |
| ----------------- | ----- | ------ | ------------------ | --------------- | ------------------------------------------------- |
| Jürgen Zimmerling | CDU   | PPE-DE | Armin Laschet      | 15 octobre 2005 |                                                   |
| Horst Posdorf     | CDU   | PPE-DE | Jürgen Zimmerling  | 24 octobre 2005 | Décès                                             |
| Matthias Groote   | SPD   | PSE    | Garrelt Duin       | 26 octobre 2005 | Élu député lors des élections fédérales de 2005   |
| Roland Gewalt     | CDU   | PPE-DE | Ingo Schmitt       | 27 octobre 2005 | Élue députée lors des élections fédérales de 2005 |
| Ulrike Rodust     | SPD   | PSE    | Willi Piecyk       | 29 août 2008    | Décès                                             |
| Gabriele Stauner  | CSU   | PPE-DE | Joachim Wuermeling | 18 janvier 2006 | Nommé secrétaire d'État du Cabinet Merkel I       |
| Martin Kastler    | CSU   | PPE-DE | Alexander Radwan   | 4 décembre 2008 | Élu député régional de Bavière en 2008            |

## Changement d'affiliation
| Membre                 | Parti  | Parti   | Groupe  | Groupe  | Date        |
| Membre                 | Ancien | Nouveau | Ancien  | Nouveau | Date        |
| ---------------------- | ------ | ------- | ------- | ------- | ----------- |
| Sylvia-Yvonne Kaufmann | PDS    | SPD     | GUE/NLG | PSE     | 13 mai 2009 |